# Зайнуллін Руслан Фарітович
Руслан Фарітович Зайнуллін (рос. Руслан Фаритович Зайнуллин; 14 лютого 1982, м. Казань, СРСР) — російський хокеїст, правий нападник. Виступає за «Торпедо» (Нижній Новгород) у Континентальній хокейній лізі.
Вихованець хокейної школи «Ак Барс» (Казань). Виступав за «Нафтовик» (Леніногорськ), «Ак Барс» (Казань), «Нафтохімік» (Нижньокамськ), «Динамо» (Москва), «Спартак» (Москва), ХК (МВД).
У складі молодіжної збірної Росії учасник чемпіонату світу 2002. У складі юніорської збірної Росії учасник чемпіонату світу 2000.
Досягнення
- Срібний призер чемпіонату Росії (2002)
- Фіналіст Кубка Гагаріна (2010)
- Переможець молодіжного чемпіонату світу (2002)
- Срібний призер юніорського чемпіонату світу (2000).